# 丘季夫卡
51°52′38″N 30°59′50″E / 51.87722°N 30.99722°E
丘季夫卡（烏克蘭語：Чудівка），是烏克蘭北部的村莊，隸屬切爾尼希夫州的切爾尼希夫區。該村始建於1706年，面積0.19平方公里，海拔高度136米，2001年人口33，人口密度每平方公里173.7人。